# Памятник Василию Боженко
Памятник В. Н. Боженко — монумент в честь политического и военного деятеля Василия Боженко (1871—1919), командира Таращанского полка (с мая 1919 — бригады) 1-й Украинской советской дивизии, бойцы которой участвовали в занятии Киева от армии УНР в феврале 1919 г.
Был расположен на улице Боженко (теперь — улица Казимира Малевича) в небольшом сквере перед административным корпусом «Мебельной фабрики им. В. Боженко».
Памятник открыт в 1967 г., в 1984 г. бюст из искусственного камня был заменен на оргалитовый материал.
Авторы: скульптор В. П. Винайкин, архитекторы — В. С. Богдановский, И. Л. Масленков. Общая высота — 4,5 м, бюста — 1,1 м, постамента — 3,4 м.
Памятник-бюст был установлен на двухступенчатом стилобате. Его архитектурная часть — пилон-параллелепипед. Поиски современного стиля заметны в художественно-образной структуре, в частности, в эстетизации декоративных швов на постаменте из искусственного камня, в верхней части которого закреплена двумя полосками накладная аннотационная надпись. Вместо интимизации образа автор избрал и подчеркнул художественными средствами героику строгого романтизма.
Фронтально ориентированная скульптура с почти полуовальным плечевым срезом, плоскостями обобщенного моделирования, акцентированными графически четкими гранями, столкновение объемно-пластических масс скульптурной формы в элементах одежды, чертах лица, трактовке волос — создают, вопреки внутренней монументальности образа, камерную атмосферу среди архитектурно-дендрологической окружающей среды.
12 ноября 2015 года памятник был разрушен, по одной из версий, в результате падения дерева.